# Movimenti metanastasici
Con l'espressione movimenti metanastasici ci si riferisce alle correnti migratorie che hanno comportato un cambiamento di habitat per le popolazioni dell'attuale Penisola balcanica, dal VI-VII secolo sino all'inizio del XX secolo. 

## Jovan Cvijić
Jovan Cvijić, oltre ad aver coniato il termine , fece un distinguo tra cause storiche e cause economiche. In linea di massima, si possono considerare i seguenti avvenimenti come il motore che ha alimentato e mosso questi endemici movimenti interni: la prima sconfitta alla Piana dei Merli del 1389, il terrore dei tributi di sangue per i Giannizzeri, gli Ayduchi (guerriglieri-predoni montanari), le guerre austro-turche del XVII secolo, i Krdzalis, orde di predoni albanesi agli ordini dei turchi che seminarono il terrore presso i cristiani tra XVIII-XIX secolo, le migrazioni causate dalle guerre di indipendenza nel XIX secolo e dal successivo ritiro dei turchi dopo le sconfitte novecentesche.